# Anthophora murina
Anthophora murina är en biart som beskrevs av Fedtschenko 1875. Anthophora murina ingår i släktet pälsbin, och familjen långtungebin. Inga underarter finns listade i Catalogue of Life.